# Abdullah Omar (Politiker)
Abdullah Mohamed Omar (* 26. Mai 1934 in Observatory, Kapstadt; † 13. März 2004 ebenda; kurz Dullah Omar) war ein südafrikanischer Rechtsanwalt und Politiker, der in Opposition zum Apartheid-Regime stand und von 1994 bis zu seinem Tod als Minister tätig war.

## Leben
Abdullah Omar wurde als eines von elf Geschwistern im Kapstädter Stadtteil Observatory geboren. Seine Eltern waren indischstämmige Muslime, die ein Handelsgeschäft führten. Er besuchte die Trafalgar High School im Stadtteil District Six. Sein Englischlehrer, der Trotzkist Ben Kies, überzeugte ihn, dem Non European Unity Movement (NEUM) beizutreten. Omar studierte an der University of Cape Town und erwarb 1955 einen Bachelor of Arts, 1957 einen Bachelor of Law. Ab 1960 arbeitete er im District Six als Rechtsanwalt und verteidigte Anti-Apartheid-Aktivisten des Pan-African Congress (PAC) und des African National Congress (ANC), später auch des Black Consciousness Movement. Er selbst gehörte bis in die frühen 1980er Jahre dem NEUM an. Er trat 1983 der United Democratic Front (UDF) bei und wurde 1987 deren Vorsitzender im Westteil der Kapprovinz.
Omar wurde mehrfach gebannt und ohne Anklage inhaftiert. Er unterstützte inhaftierte ANC-Mitglieder, darunter Nelson Mandela, auf der Gefängnisinsel Robben Island und in weiteren Strafanstalten. Er überlebte 1989 zwei Mordanschläge des Civil Cooperation Bureau, einer geheimen Abteilung der  früheren südafrikanischen Armee. Beim ersten Anschlag sollten seine Herztabletten gegen ein tödliches Gift ausgetauscht werden. Beim zweiten Anschlagsversuch rettete ihn die Tatsache, dass er in Begleitung seiner Frau war. 1989 wurde er Sprecher von Nelson Mandela, kurz vor dessen Freilassung nach 27 Jahren Haft. Er trat dem ANC bei.
1994 wurde Omar unter der ersten frei gewählten Regierung von Präsident Mandela Justizminister. Aus Sicherheitsgründen musste er gegen seinen Willen sein bescheidenes Wohnhaus im Kapstädter Stadtteil Rylands aufgeben. Er übernahm im Falle der Abwesenheit Mandelas und der Vizepräsidenten die Funktion des Präsidenten. Omars Wirken ist mit der Errichtung der Wahrheits- und Versöhnungskommission (TRC) eng verbunden, die ab 1996 während der Apartheid verübte Verbrechen aufarbeitete. Er war an der Einführung der neuen demokratischen Verfassung von 1996 als Minister maßgeblich beteiligt. Gegen die gestiegene organisierte Kriminalität gründete er einen landesweit tätigen Ermittlungsdienst nach Vorbild des FBI, der The Scorpions genannt wurde.
Nach den Parlamentswahlen 1999 übernahm er unter Präsident Thabo Mbeki das südafrikanische Verkehrsministerium und leitete dieses Ressort bis zu seinem Tod durch ein Hodgkin-Lymphom. Er erhielt ein Staatsbegräbnis und wurde nach islamischem Ritus am selben Tag beerdigt.
Omar war verheiratet und hatte drei Kinder.

## Ehrungen
2005: Order of Luthuli in Silber (postum)